# Pamięć taśmowa

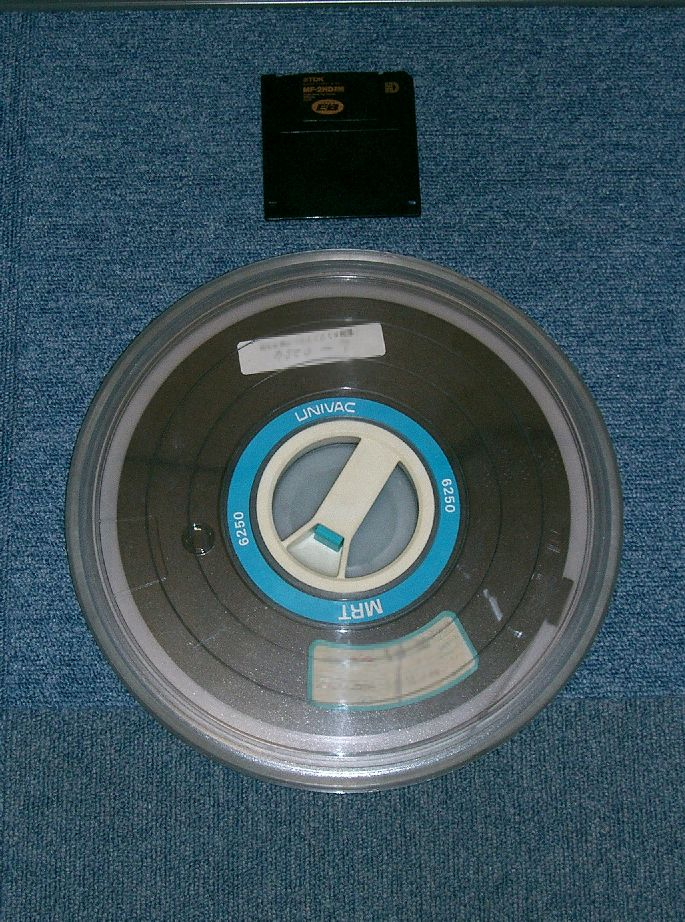
Szpula z taśmą magnetyczną 1/2 cala do zapisu danych komputerowych (w opakowaniu ochronnym służącym do przechowywania) w porównaniu z dyskietką 3½ cala

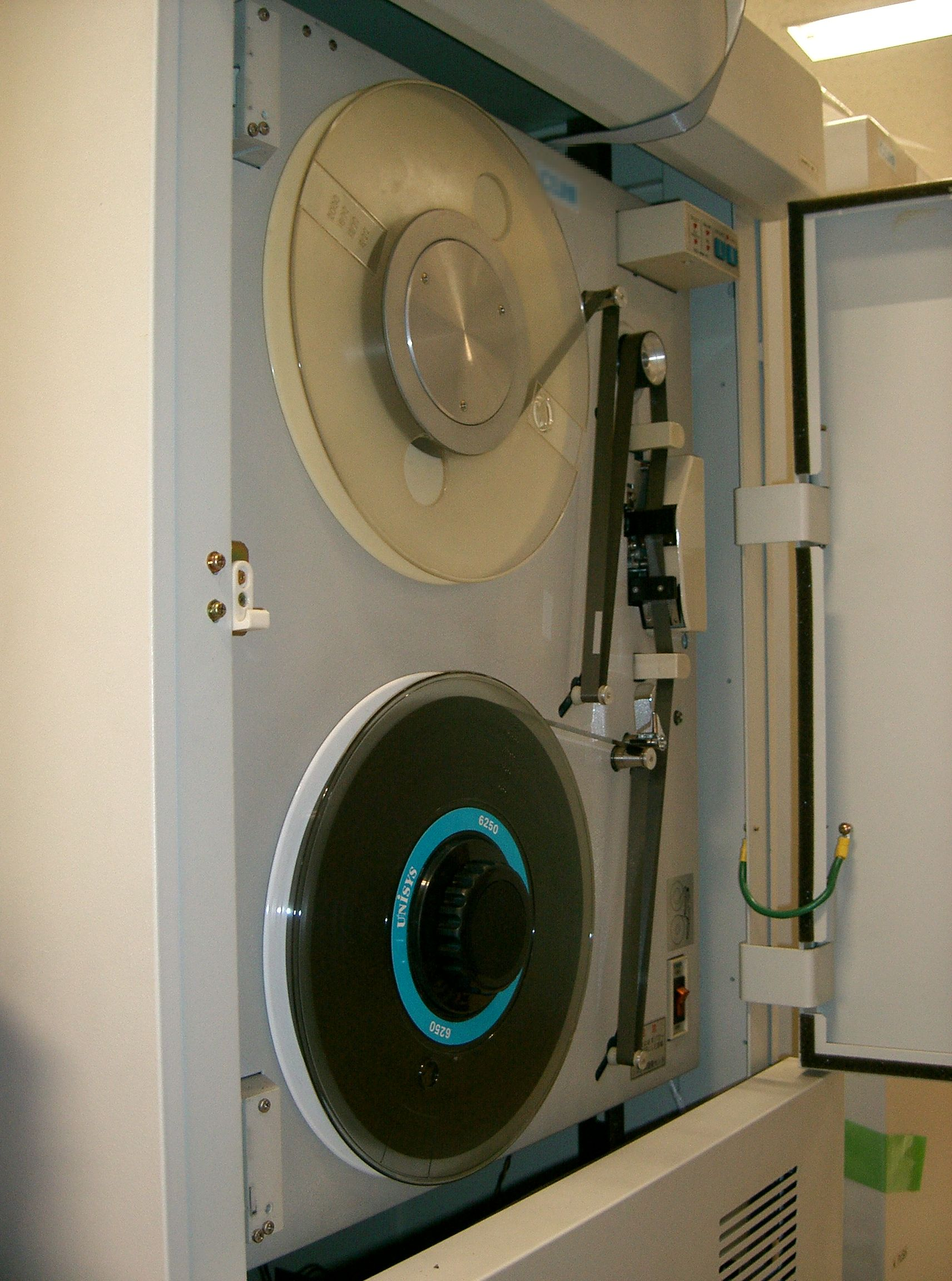
Napęd taśmowy

Pamięć taśmowa (ang. tape memory) – typ masowej pamięci zewnętrznej, w której jako nośnik danych jest wykorzystywana taśma magnetyczna.
Informacje są zapisywane jako bloki o dowolnej długości. Wyróżniony blok, nazywany znacznikiem pliku (ang. file mark) lub znacznikiem taśmy (ang. tape mark), służy do organizowania bloków taśmowych w struktury: znacznik pliku może np. rozdzielać grupy bloków tworzące logiczne pliki na taśmie. Operacja zapisania bloku niszczy (logicznie) wszystkie bloki zapisane na dalszym odcinku taśmy. Chociaż operacje przewijania taśmy umożliwiają czytanie bloków w dowolnej kolejności, to jednak długi czas odnajdywania bloku powoduje, że pamięć ta jest w praktyce rozwiązaniem o dostępie sekwencyjnym i wydajnym tylko wtedy, gdy bloki są zapisywane lub czytane po kolei. Generalnie ten rodzaj pamięci służy do archiwizowania wielkich ilości danych.
Charakterystyczną cechą tego typu urządzeń jest istnienie dwóch „buforów” taśmy pod szpulami, w postaci pętli taśmy powstałych na poduszkach powietrznych. Czasami było to zrealizowane mechanicznie – systemem odpowiednich rolek, ramion, sprężyn. Konieczność mechanicznego buforowania taśmy spowodowana była tym, że główny silnik przesuwający taśmę pod głowicą (capstan) ma bardzo małą bezwładność – bez owych pętli taśma błyskawicznie uległaby zerwaniu.
Przeciętna taśma magnetyczna nie ulega zniszczeniu nawet w temperaturze ponad 100 stopni Celsjusza.

## Format zapisu
Format taśm cechowała duża różnorodność. Gęstość zapisu danych wynosiła 200, 400, 800, 1600, 3200 lub 6250 bitów/cal (ang. bpi) w napędzie 9-ścieżkowym (tzw. 9-track tape standard) na taśmach o szerokości 1/2 cala.

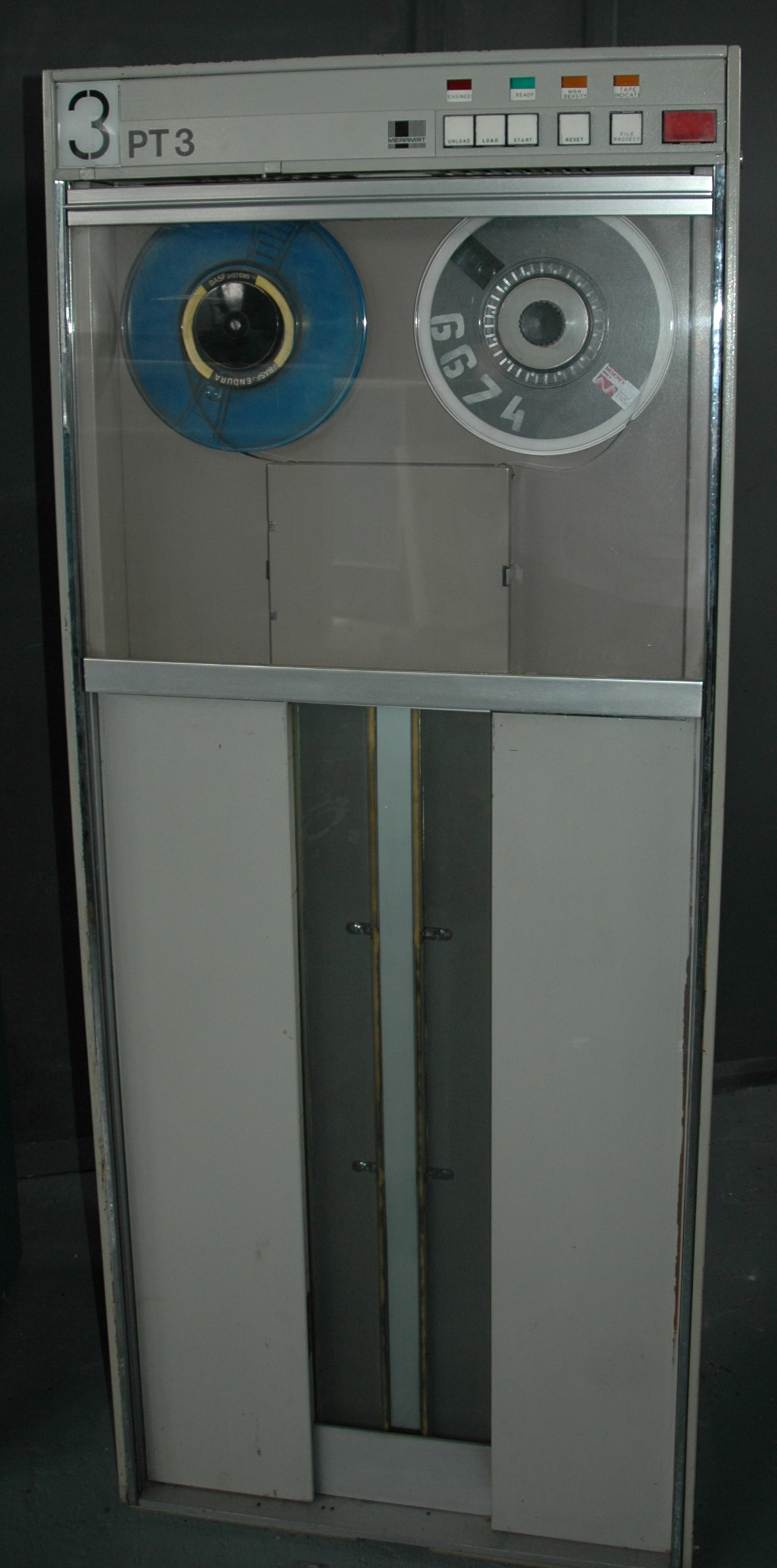
Pamięć PT-3 komputera Odra 1300

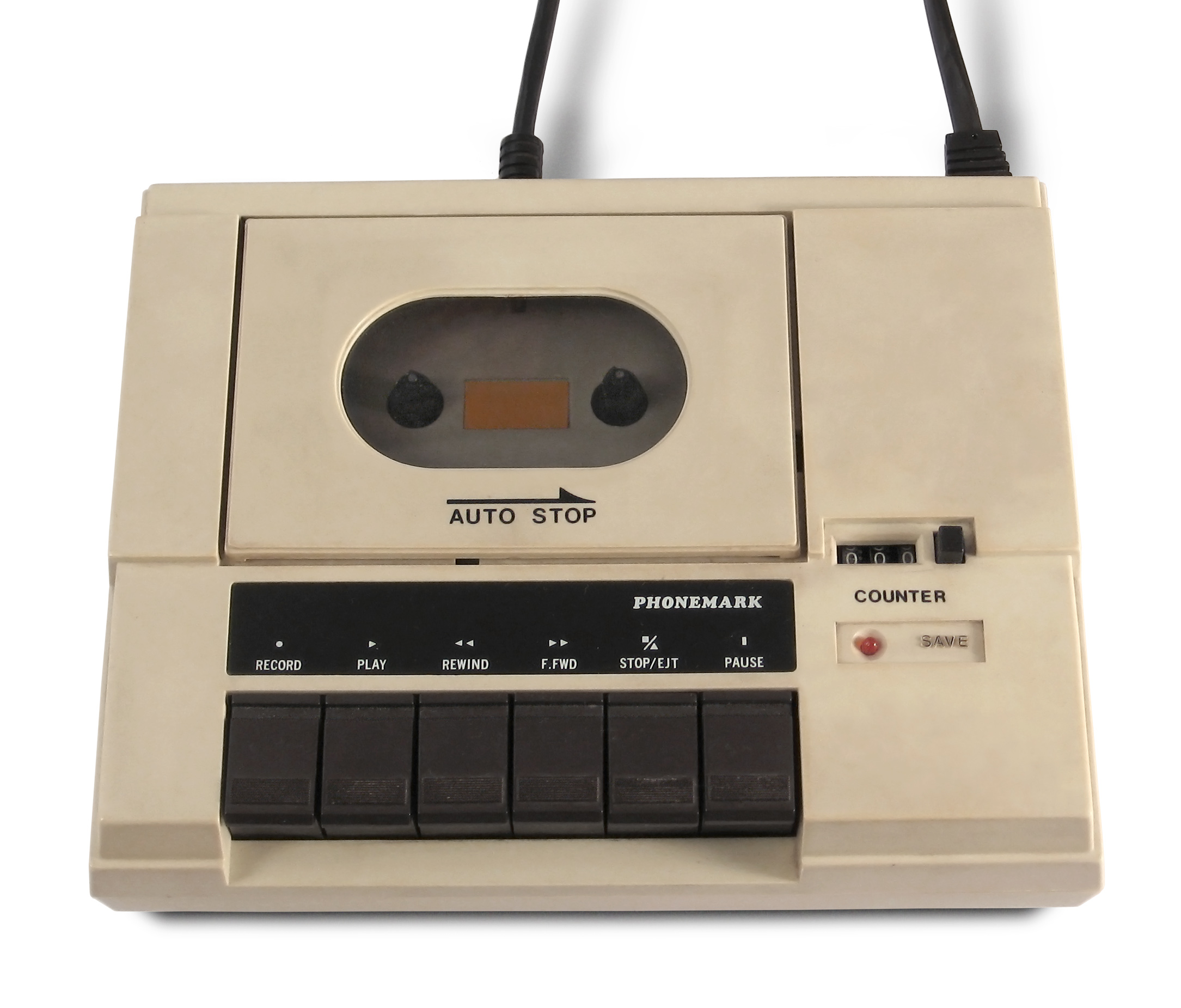
Magnetofon komputera domowego Atari

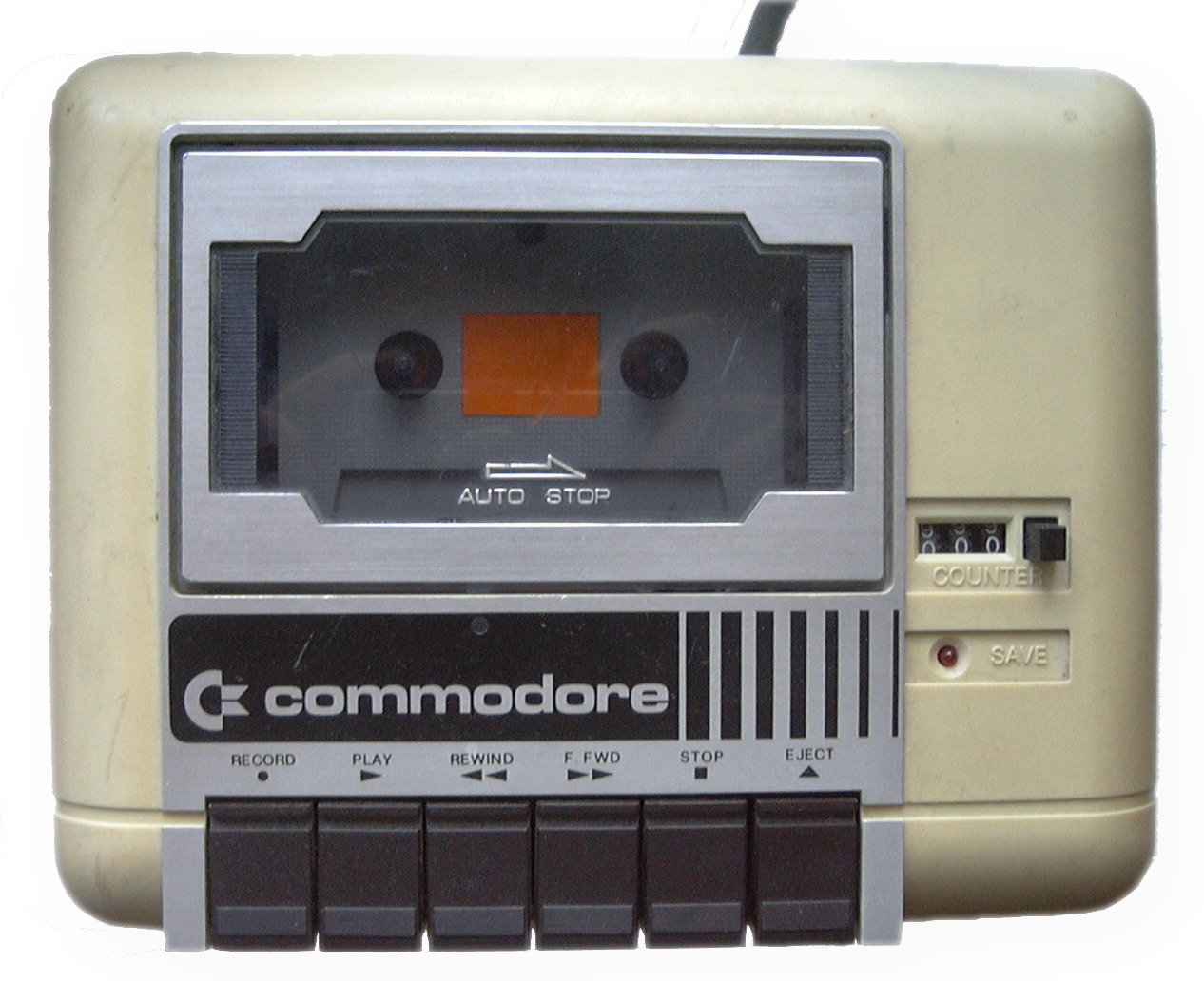
Magnetofon Datassette

## Lata 80. XX wieku
Szczególną implementacją pamięci taśmowej, przeznaczoną do domowego użytku, było użycie kaset magnetofonowych wraz ze zwykłymi lub specjalnymi (rzadziej – przerabianymi) magnetofonami. Rozwiązanie takie było popularne w czasach 8-bitowych komputerów domowych, takich jak ZX Spectrum, Atari czy Commodore 64. Przykładem takiego urządzenia jest Commodore 1530.
Typowa prędkość transmisji danych wynosiła od 600 bitów/s (w systemie dwutonowym) do ok. 4000 bitów/s (niektóre usprawnienia, tzw. „turbo”), co przekładało się na pojemność typowej kasety C-60 od 200 kB do ponad 1 MB. Rozwiązanie to jednak ze względu na swoją zawodność (częste błędy odczytu związane z uszkodzeniami taśmy, nierównomiernością jej biegu czy różnicami w pozycjonowaniu głowicy), a także długi czas wczytywania danych zostało wyparte przez stacje dyskietek.

## XXI wiek
Urządzenia do obsługi 9-ścieżkowej taśmy (np. w formacie znanym z systemów mainframe IBM/360) są nadal w produkcji i sprzedaży.